# Paolo Morosi
Paolo Morosi (Lamporecchio, 20 febbraio 1939) è un allenatore di calcio ed ex calciatore italiano, di ruolo ala.

## Carriera

### Giocatore
Ha esordito in Serie A con la maglia della Fiorentina il 2 febbraio 1958 in Sampdoria-Fiorentina (3-1), disputando in massima serie con i viola 14 partite e segnando 4 reti. Con la squadra viola vince due Coppe dell'Amicizia italo-francese e perse la finale di Coppa Italia 1958.
Dopo tre campionati di Serie B con le maglie di Palermo, Reggiana e Padova, passa alla Lucchese in Serie C per giocare infine gli ultimi dieci anni della sua carriera con la Torres. HA disputato più di trecentotrentatre partite con la maglia rosso blu (Torres),in dieci campionati in serie C. Nell'anno 1960/61,con il Palermo, sono saliti in serie A.

### Allenatore
Nella stagione 1990-1991 è arrivato quarto in classifica nel campionato sardo di Promozione con il Castelsardo, che è così stato ammesso nel nascente campionato di Eccellenza. L'anno successivo ha allenato per alcune partite l'Ilvarsenal in Eccellenza. Ha allenato per quattro anni il Porto Torres in promozione vincendo un campionato e tre secondo posto, il primo anno persero per lo spareggio della monetina per andare in quarta serie a Nuoro. Ha allenato per diversi anni il settore giovanile della Torres.

## Palmarès

### Competizioni nazionali
- Serie D: 1

Torres: 1971-1972

### Competizioni internazionali
- Coppa dell'Amicizia italo-francese: 2

Fiorentina: 1958-1959 1959-1960